# Хмелевая (Кировская область)
Хмелевая — деревня в Котельничском районе Кировской области в составе Юбилейного сельского поселения.

## География
Располагается на расстоянии примерно 21 км по прямой на север от райцентра города Котельнич у дороги Котельнич-Даровской.

## История
Известна с 1678 года как займище  Хмелевское раменье с 1 двором, в 1764 137 жителей. В 1873 году здесь (починок Хмелевское Раменье) отмечено дворов 16 и жителей 135, в 1905 26 и 187, в 1926 (деревня Хмелевая)  35 и 178, в 1950 26 и 96, в 1989 оставалось 50 человек.

## Население
Постоянное население  составляло 21 человек (русские 100%) в 2002 году, 17 в 2010.